# Koutu
Un koutu était aux îles Cook, la cour de l'ariki. Siège de la chefferie et lieu de résidence de l'ariki et de sa famille, y vivaient parfois également de façon permanente ou provisoire d'autres personnages importants de la tribu (Mataiapo ou Rangatira). À la mort d'un ariki celui-ci y était et y est parfois toujours enterré et son successeur devait s'y installer à son tour, s'il n'y résidait pas déjà. Selon les auteurs et les traditions orales, le nombre, le nom et la paternité de ces koutu varient, avec bien souvent une confusion avec les marae situés à l'intérieur de ceux-ci. 

## Rarotonga

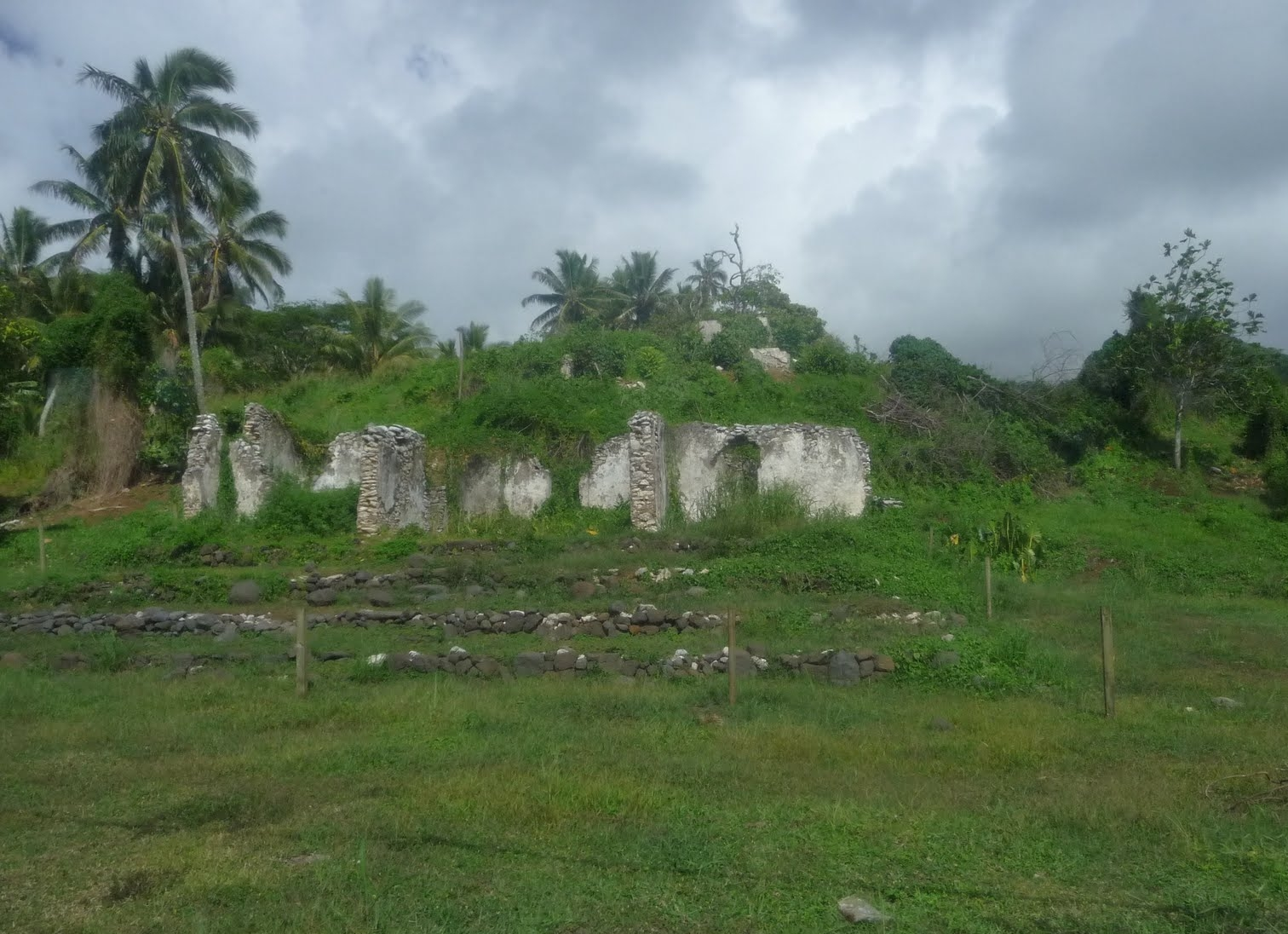
Pa Kuru va'a nui (Palais de Pa Ariki).

À Takitumu, il y aurait deux koutu : 
- Pu kuru va'a nui[3] dont l'ensemble des sources s'accorde pour reconnaître qu'il s'agirait du koutu des Pa Ariki. La structure de pierre appelée Pokata paepae en seraient la trace toujours "visible". Un paepae est la cour elle-même. Il se présente sous la forme d'un amphithéâtre composé de plusieurs plateformes superposées construites en pierres volcaniques. Y étaient autorisés à s'y asseoir, les invités ou les parents de l'ariki généralement pour y discuter des affaires tribales. Selon Stephen Savage, toute personne pénétrant un paepae sans y avoir été auparavant invité se voyait immédiatement rappelé à l'ordre par la phrase "paepae kakea, kare e rauka!!"[4].
- Vaerota serait le koutu des Kainuku Ariki, l'autre Ariki de Takitumu. Cité en tant que tel par Maretu, il ne s'agirait néanmoins selon Marjorie Crocombe[5] que du nom du marae[6] se trouvant à l'intérieur de celui-ci. Le nom de ce koutu serait en réalité, Orotuma.

Le nombre de koutu à Teauotonga serait selon les auteurs de deux ou de trois : 

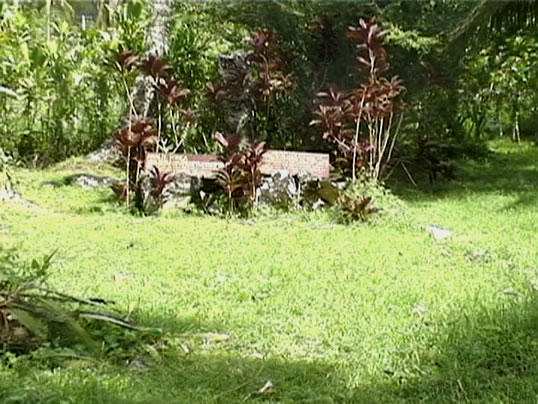
"Tau-ma-keva" (plateforme de discours) au koutu d'Arai-te Tonga.

- Le plus célèbre d'entre eux est sans aucun doute Araitetonga. Situé au nord est de l'île à environ 300 mètres à l'intérieur des terres, le long là encore de Te ara o Toi, il a fait l'objet de plusieurs campagnes de fouilles[7]. Stephen Savage le cite en tant que " cour des Makea Karika Ariki", la branche cadette des Makea. Ce koutu aurait été selon certains récits, construit par Tangiia, l'ancêtre fondateur de Takitumu. D'autres traditions en attribuent la paternité à Karika, l'ancêtre des Ngati Makea, Tangiia n'y ayant fondé que les trois marae situés à l'intérieur de son enceinte à savoir Pureroa, Murivai et Marae Koroa. Toujours est-il qu'il semble que l'ensemble des ariki et quelques-uns de leurs ta'unga y avaient un siège[8]).

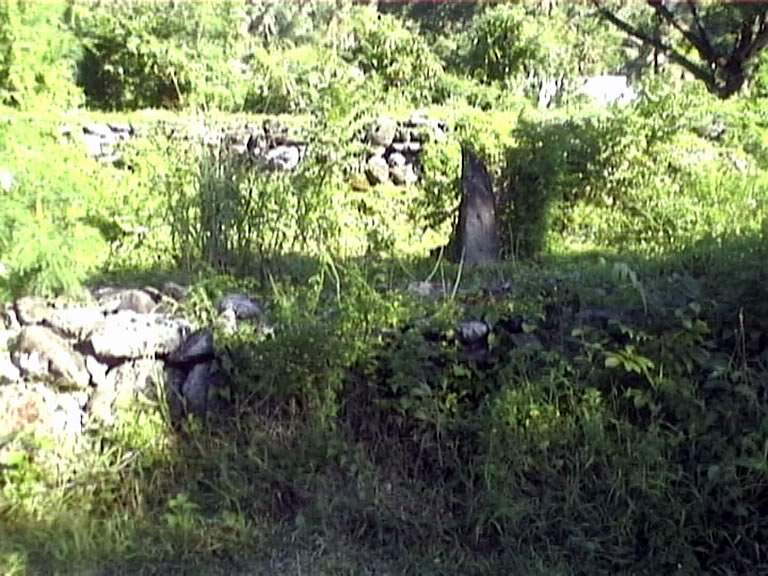
Paepae au koutu de Taputapuatea.

- Le koutu de la branche aînée des Ngati Makea, les Makea Nui, s'appelle Taputapuatea[10]. Néanmoins là encore, la paternité de ce koutu semble encore aujourd'hui faire débat et être l'objet de diverses polémiques liées à la succession au titre de Makea Nui Ariki[11]. Voilà ce qu'écrit Savage au sujet de ce koutu "À l'époque de sa fondation, il fut réservé par Tangiia Nui à son fils Tinomana Motoro[12], et selon certains récits, resta la possession des chefs Tinomana, de cette époque jusqu'à peu avant l'arrivée de l'Evangile, date à laquelle il fut donné à la famille des Makea Ariki"[13]. Situé près du centre ville d'Avarua en contrebas du palais Makea, il est également constitué d'un paepae.  Taputapuatea a fait l'objet par le passé de deux campagnes de fouilles archéologiques. La première eut lieu en 1987 sous la direction d'Hiro Kurashina de l'université de Guam qui en donna une première datation au carbone 14, aux alentours de 1300. Une autre campagne menée en 1993 par le Néo-zélandais Richard Walter de l'Université d'Otago, vint confirmer ce résultat[14]. Aujourd'hui recouvert de végétation, Taputapuatea semble abandonné[15].

À Puaikura, le koutu des Tinomana Ariki est situé à flanc de montagne, à une altitude d'environ 300 mètres. Parfaitement conservé grâce aux efforts de la famille Tinomana, il est aujourd'hui l'un des sites historiques les plus visités de l'île.